# Mkoumadjap 3 Meka
 (avril 2018).
Si vous disposez d'ouvrages ou d'articles de référence ou si vous connaissez des sites web de qualité traitant du thème abordé ici, merci de compléter l'article en donnant les références utiles à sa vérifiabilité et en les liant à la section « Notes et références ».
Mkoumadjap 3 Meka est un village du Cameroun, administrativement situé dans le département du Dja-et-Lobo, rattaché à la région du Sud, mais dont les populations se sentent également habitants de la région du Centre dans le département voisin du Nyong-et-Mfoumou et plus précisément dans la commune d'Endom.

## Histoire
Le village tient son nom de l’abondance des acajous faisant partie intégrante de la faune de cette contrée : « Mkoum… Adjap » signifiant « immense acajou ». Cette localité a constitué un repère pour les voyageurs sur les pistes d’immigration.
La seconde partie du nom : « Meka » est également significative, car les habitants déplacés pendant les mouvements migratoires venaient de l’Est-Cameroun, dans les environs de la ville de Doumé. Ils furent stoppés par les peuples Bulu Yemfeck et Fong Esselle et restèrent donc à califourchon entre les régions du Centre et du Sud. Cela explique sa position de village frontière entre ces deux régions.

## Population

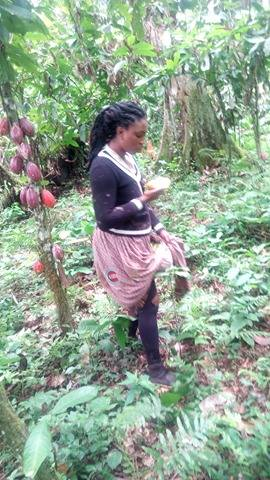
Cacao

Les populations locales vivent de l’agriculture, la pêche artisanale, la chasse, l'élevage, la cueillette et la distillation qui constituent des activités quotidiennes génératrices de revenus. Le taux de natalité est élevé et la jeunesse représente une tranche majoritaire de la population. Celle-ci se démarque de plus en plus dans la création de plantations de cacao, de banane plantain, de palmiers à huile, de concombre et d'arachides. Le village a été aussi le théâtre de plusieurs exploitations forestières — à cause des nombreuses essences rares que comportent les forêts avoisinantes — dont on peut encore voir les vestiges.

## Géographie et climat
Mkoumadjap 3 Meka est situé en plein cœur de la forêt équatoriale et jouit d’un climat doux avec quatre saisons. Le village est traversé par deux cours d’eau qui se jettent dans la rivière Lobo, rejoignant ensuite le fleuve Nyong.